# جان ام. ال. درو
جان ام.ال. درو (متولد ۱۹۶۶) پژوهشگر ادبیات انگلیسی و استاد و مدیر گروه ادبیات انگلیسی در دانشگاه باکینگهام است. وی برای آثاری که در زمینه کار روزنامه‌نگاری چارلز دیکنز و معاصرانش دارد شناخته شده‌است. درو مدیر پروژه بین‌المللی تحقیقاتی دیکنز ژورنالز آنلاین است.

## کتابها
- Dickens the Journalist , John ML Drew, London, Palgrave Macmillan، 2003